# Afton (Wyoming)
Afton é uma cidade  localizada no estado norte-americano de Wyoming, no Condado de Lincoln.

## Demografia
Segundo o censo norte-americano de 2000, a sua população era de 1818 habitantes.
Em 2006, foi estimada uma população de 1821, um aumento de 3 (0.2%).

## Geografia
De acordo com o United States Census Bureau tem uma área de
8,9 km², dos quais 8,9 km² cobertos por terra e 0,0 km² cobertos por água. Afton localiza-se a aproximadamente 1929 m acima do nível do mar.

## Localidades na vizinhança
O diagrama seguinte representa as localidades num raio de 52 km ao redor de Afton.